# Trebendorf
Trebendorf (szorb nyelven Trjebin) település Németországban, azon belül Szászország tartományban. Lakosainak száma 709 fő (2023. december 31.).

## Népesség
A település népességének változása:
| Lakosok száma | 904  | 896  | 807  | 762  | 709  |
|               | 2017 | 2019 | 2021 | 2022 | 2023 |